# Richmond (Kentucky)
Richmond is een plaats (city) in de Amerikaanse staat Kentucky, en valt bestuurlijk gezien onder Madison County.

## Demografie
Bij de volkstelling in 2000 werd het aantal inwoners vastgesteld op 27.152.
In 2006 is het aantal inwoners door het United States Census Bureau geschat op 31.431, een stijging van 4279 (15.8%).

## Geografie
Volgens het United States Census Bureau beslaat de plaats een oppervlakte van
49,9 km², waarvan 49,5 km² land en 0,4 km² water.

## Plaatsen in de nabije omgeving
De onderstaande figuur toont nabijgelegen plaatsen in een straal van 32 km rond Richmond.